# Harrietstown
Harrietstown – miasto w Stanach Zjednoczonych, w stanie Nowy Jork, w hrabstwie Franklin.